# Aéroport de Jiuzhai Huanglong
L'aéroport de Jiuzhai Huanglong, code IATA : JZH • code OACI : ZUJZ, est situé sur le Xian de Songpan, préfecture autonome tibétaine et qiang d'Aba, dans la province du Sichuan, en Chine.

## Statistiques
Pour des raisons techniques, il est temporairement impossible d'afficher le graphique qui aurait dû être présenté ici.

Voir la requête brute et les sources sur Wikidata.

## Compagnies aériennes et destinations
| Compagnies                                           | Destinations                                                                                   |
| ---------------------------------------------------- | ---------------------------------------------------------------------------------------------- |
| Air China                                            | Pékin-Capitale, Chengdu-Shuangliu, Chongqing-Jiangbei, Canton-Baiyun                           |
| Chengdu Airlines                                     | Chengdu-Shuangliu                                                                              |
| China Eastern Airlines                               | Chengdu-Shuangliu, Shanghai-Pudong, Xi'an-Xianyang                                             |
| China Southern Airlines opéré par Chongqing Airlines | Chongqing-Jiangbei                                                                             |
| Lucky Air                                            | Chengdu-Shuangliu                                                                              |
| Sichuan Airlines                                     | Chengdu-Shuangliu, Chongqing-Jiangbei, Guiyang, Hangzhou-Xiaoshan, Xi'an-Xianyang, Wuxi/Suzhou |
| West Air                                             | Chongqing-Jiangbei, Shijiazhuang, Zhengzhou                                                    |

Édité le 03/02/2018